# Lautenbachzell
Lautenbachzell là một xã ở tỉnh Haut-Rhin trong vùng Grand Est ở đông bắc Pháp. Xã này có diện tích 23,14 km², dân số năm 1999 là 1060 người. Khu vực này có độ cao 425 mét trên mực nước biển.